# Rudolf Mohar
Rudolf Mohar, slovenski pesnik in pisatelj, * 1909, Šegova vas, † 1990, Ljubljana.
Mohar je bil najprej trgovski pomočnik in kasneje uslužbenca.
Od leta 1935 je objavljal pesmi in kasneje tudi prozo v revijah Naš Rod, Gruda, Sokolič in Lovec, pisal pa je tudi za časopise Slovenski Narod, Jutro, Ljudska pravica, Kočevske novice. Leta 1966 je v samozaložbi izdal pesniško zbirko Pesmi. Zanimal se je za motive iz ljudskega prazničnega izročila, ki se je ohranilo med prebivalci Loškega potoka in ribniške okolice. Zbiral je pripovedke in jih preoblikoval po svoje, "z željo, da bi jih otroci brali in sprejemali iz njih vse, kar je dobrega." (Mohar 1985: 113) Leta 1985 je izdal 26 takšnih pripovedk v knjigi z naslovom Srebrni zvon. Kot je v spremni besedi zapisal Niko Grafenauer, se Mohar v njih s svojim načinom pripovedovanja skuša čim bolj približati ljudskemu jeziku in ohraniti avtentičnost duha, značilnega za predlogo, ki jo uporabi. (Grafenauer 1985: 112) Več njegovih pravljic, pripovedk in legend s kočevskim, potoškim in ribniškim ljudskim ozadjem je ohranjenih v rokopisu.